# 신소걸
신소걸(辛笑傑), 본명 신준현(辛駿鉉), 1941년 11월 6일(호적 1945년 3월 7일)~ 2020년 9월 6일)은 대한민국 코미디언 출신의 개신교 목사이다.

## 생애

### 1990년대 이전
1941년(호적 1945년) 충청남도 예산에서 출생하였으며, 본명은 신준현(申駿絃)이다. 지난날 한때 잠시 유아기를 홍성 · 천안에서 보낸 적이 있으며 1946년에 다시 예산에 돌아가 성장하였다.
1963년에 연극배우로 첫 데뷔하였고 1968년 TBC 동양방송 특채 코미디언으로 데뷔, 1969년 서울중앙방송으로, 1972년에는 MBC 문화방송으로 옮겼다. 웃으면 복이 와요, 부부만만세 등에 출연하였다.
1965년 연초에서부터 1968년 연초까지 베트남 전쟁에 군예대로 활동하였다.
1982년 이후로는 사업 실패 · 도박 등으로 고전하다가 조용기의 권유로 목회자가 되기 위해 연예계에서 사실상 은퇴하고 신학교에 입학하였다.

### 2000년대 이후
2011년에 서울시 강동구 성내동에 순복음우리교회를 창립하여 이후로 계속 목사로 활동하였다.
2017년 박근혜 대통령 탄핵 반대 시위에 참가하는 등 정치 활동에도 참가하였다. 2019년 한기총 대표회장 선거에 출마한 전광훈이 태극기집회 세력을 비판하자 키보드배틀을 벌여 법정싸움까지 갈 뻔 했다가 돌아서서 지지자가 되었다. 2020년 2월 전광훈이 공직선거법 위반 등으로 구속됐을 때에 석방 요구 시위에서 발언을 했다.
서울 지역에 코로나19 집단감염이 일어난 가운데 8월 15일에도 광화문에서 문재인 대통령 퇴진 운동에 참여했던 것으로 알려졌다. 광화문 시위로부터 이틀 뒤인 17일 코로나19 확진 판정을 받았으며 서울의료원에서 치료를 받다가 9월 6일 별세하였다.

## 논란

### 성폭행 관련
1989년 베트남 참전용사의 모임인 따이한중앙회 회장이 되었지만 이후 경리사원을 성폭행한 혐의로 입건(확인:중앙일보,서울신정경찰서)되었는데, 이후 그는 이를 두고 자신이 회장에 당선된 것을 질투하는 사람들 때문에 생긴 ‘선거 후유증’이라고 주장하였다.

### 사기 관련
1993년 순복음신학교 1학년(확인:비인가 당시 1년제임)일 때에 안산시에 개척교회를 만들었다. 이후 9년간 일본에 진출 선교 활동을 한다 하면서 사기활동을 해, 교민 중 한사람이 일본 동경재판소에 회부, 패소했지만,피해 보상을 하지 않고 있다.[일본국 평성15년(서기2013년)(와)제2337호],[(대한민국 법원 2016가단8559 서울동부지방법원 원고 김호순 피고 신소걸(개명전 신준현)].

## 주요 경력

### 연기자 시절 수상 경력
- 1977년 MBC 연기대상 남자 코미디언 희극 부문 연예대상

## 출연작

### 연극
- 1963년 《공자와 숭산》

### 영화
- 1973년 《항구의 등불》
- 1980년 《잘 했군 좋았군》